# نمير (القفر)

تعديل مصدري - تعديل

نمير هي إحدى قرى عزلة بني مبارز بمديرية القفر التابعة لمحافظة إب، بلغ تعداد سكانها 1129 نسمة حسب تعداد اليمن لعام 2004.